# Burni Batundulang
Burni Batundulang är ett berg i Indonesien.   Det ligger i provinsen Aceh, i den västra delen av landet, 1 600 km nordväst om huvudstaden Jakarta. Toppen på Burni Batundulang är 751 meter över havet, eller 78 meter över den omgivande terrängen. Bredden vid basen är 1,1 km.
Terrängen runt Burni Batundulang är huvudsakligen kuperad, men västerut är den bergig.Runt Burni Batundulang är det mycket glesbefolkat, med 4 invånare per kvadratkilometer. Omgivningarna runt Burni Batundulang är en mosaik av jordbruksmark och naturlig växtlighet.